# Càncer d'hipofaringe
El càncer d'hipofaringe és un càncer de cap i coll les cèl·lules malignes creixen a la hipofaringe (última part de la faringe), la zona on es troben la laringe i l'esòfag.
Es forma primer a la capa externa (epiteli) de la hipofaringe, que es divideix en tres zones. La progressió de la malaltia es defineix per la propagació del càncer en una o més zones i en teixits més profunds.
Aquest tipus de càncer és rar. Als EUA només es veuen uns 2.500 casos cada any. A causa d'això, el càncer hipofaringi és difícil de detectar en els seus primers estadis i té una de les taxes de mortalitat més altes de qualsevol càncer de cap i coll.